# Lithocarpus atjehensis
Lithocarpus atjehensis är en bokväxtart som beskrevs av Sumihiko Hatusima och Engkik Soepadmo. Lithocarpus atjehensis ingår i släktet Lithocarpus och familjen bokväxter. Inga underarter finns listade.